# 不二貿易
不二貿易株式会社（ふじぼうえき、Fuji Boeki Co., Ltd.）は、福岡県北九州市若松区に本社を置く貿易商社である。

## 沿革
- 1964年（昭和39年）8月 - 不二貿易株式会社設立。

## 商品
- ソファー
- ダイニング
- パーソナルチェア
- ベッド
- 桐製チェスト
- フロアチェア
- オフィス
- 照明・ライト
- メガネ
- アロマ
- キャンドル
- 均一商材
- ベビー&キッズ
- ゲーム
- 季節商品
- 雑貨・日用品

## 事業所
- 本社 福岡県北九州市若松区安瀬64-36
- 東京営業所 東京都江東区新木場2-1-6